# Estadio Mariscal Nieto

El Estadio Mariscal Nieto es un recinto deportivo para la práctica del fútbol ubicado en la ciudad peruana de Ilo. Tiene capacidad para albergar 3,000 espectadores. En 2019 fue sede de la feria gastronómica "Perú, mucho gusto". Engie (Perú)